# Appaloosa (paard)

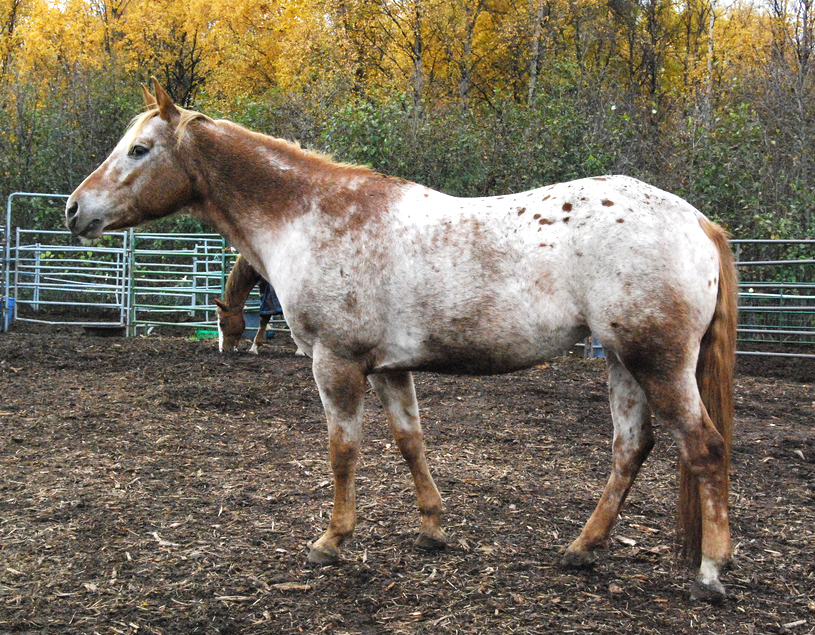
Appaloosa, vachttype: roan

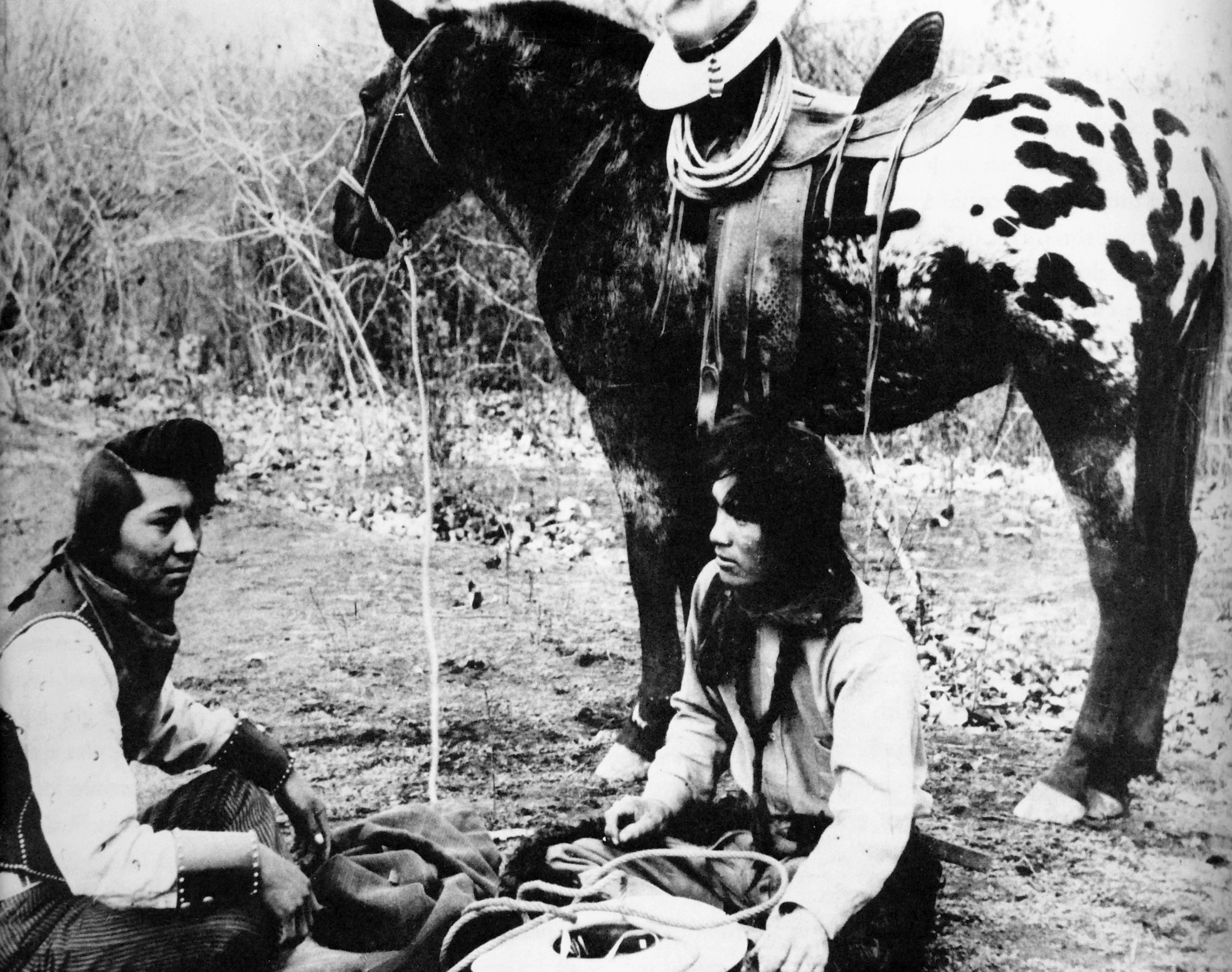
Nez Percé-indianen met appaloosa, ca. 1895

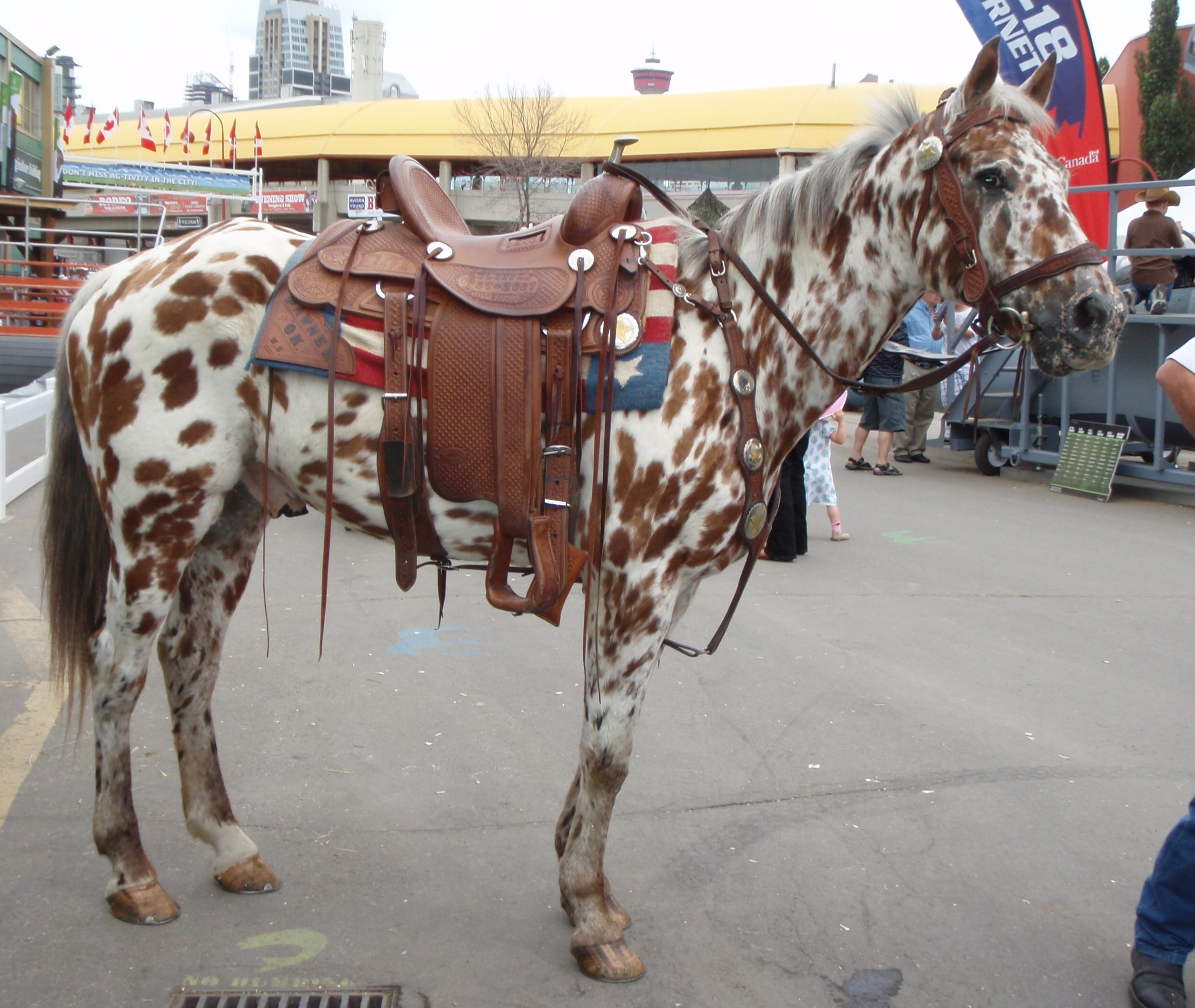
Appaloosa als westernpaard

De appaloosa is een paardenras uit de Verenigde Staten.

## Kenmerken
De appaloosa wordt op de eerste plaats gekenmerkt door zijn gespikkelde vacht. De paarden van dit ras hebben veelzijdige eigenschappen: grote wendbaarheid, taai uithoudingsvermogen en een goed karakter. De paarden hebben een gedrongen lichaam, goede benen en harde hoeven. Het hoofd is edel. De stokmaat van het ras ligt gemiddeld tussen de 142 en 152 centimeter. Het hoofd is breed en de ogen zijn sprekend en levendig. De oren zijn, zoals bij alle Amerikaanse paarden, klein en spits, de hals is gespierd en de borst breed. De appaloosa heeft een rond, krachtig kruis met een hoog geplaatste staart. De manen en staart zijn van een zijdeachtige kwaliteit. De paarden hebben een uitstekende galop. Het paard heeft een aanleg voor het ontwikkelen van maan- en nachtblindheid.

## Kleuren
De appaloosa is opvallend door het patroon van de vachtkleuren. Er zijn veel verschillende patronen. De vijf hoofdpatronen zijn:
- sneeuwvlokkenbont: donkere vacht met lichte vlekken over het hele lichaam
- panterbont: witte vacht met donkere vlekken over het gehele lichaam
- sjabrakbont: donker met een witte 'deken' over de achterhand en hierop wel of geen vlekken
- marmerbont: stekelharig, de meeste haren donker met hier of daar enkele witte met of zonder 'deken'
- geheel wit met slechts enkele donkere vlekken

Appaloosa's hebben nog drie specifieke kenmerken: gevlekte geslachtsdelen en mond, verticaal gestreepte hoeven en een witte rand om de iris, net als bij mensen. Dit is vanaf ongeveer vijf meter afstand te zien.

## Geschiedenis
Gespikkelde paarden zijn al heel lang bekend. Op grotschilderingen van meer dan twintigduizend jaar geleden werden al gevlekte paarden afgebeeld. De Chinese keizers noemden ze 'hemelse paarden'. In de 18e en 19e eeuw waren ze geliefd bij de aristocratie in Europa. Na de ontdekking van Amerika werden door de Spaanse veroveraars Iberische paarden meegenomen naar de Nieuwe Wereld. Het is aannemelijk dat de appaloosa in beginsel teruggaat op de andalusiër. Later werden ook vanuit andere Europese landen gespikkelde paarden naar Amerika verscheept. In Europa raakten ze uit de mode.
In het gebied van de huidige Verenigde Staten had het fokken van appaloosa's alles te maken met de indianen; vooral met de Nez Percé-stam die leefde in wat nu Nez Perce County is. Het was de enige stam die doelgericht en selectief fokte. De Nez Percé stonden bekend als grote paardenkenners. Alleen de beste hengsten werden gebruikt om te fokken, de andere werden gecastreerd. De paarden die niet voldeden werden geruild met andere indianenstammen.
De paarden van de stam groeiden uit tot sterke, snelle dieren die stevig op hun benen stonden op oneffen terrein. Gespikkelde paarden waren bij tijden het meest geliefd. De kolonisten noemden het ras 'Paulouse' naar de rivier de Palouse. Hieruit is later de naam 'Appaloosa' ontstaan. De Nez Percé-indianen werden na de komst van de Europese kolonisten naar Canada verjaagd. De paarden die hun kracht en hun trots waren raakten ze daarbij kwijt. Vijftig jaar lang was de appaloosa een zeldzaam ras, tot in 1938 in de Verenigde Staten de 'Appaloosa Horse Club' werd opgericht met als doel het ras te redden. Ook in Nederland zijn meerdere appaloosa-verenigingen actief.

## Gebruik
De appaloosa is geschikt voor alle takken van de paardensport. Sommige paarden zijn snel en dus geschikt voor op de renbaan, andere zijn meer geschikt voor dressuur en springen en weer andere voor het westernrijden. Appaloosa's zijn zeer populair in de westernsport omdat ze snel en wendbaar zijn en lijken met hun opvallende vacht bijna een van de archetypes van het Wilde Westen te zijn geworden.

## Andere rassen
Andere paarden met stippen zijn bijvoorbeeld de Europese rassen knabstrupper en noriker.

## Afbeeldingen

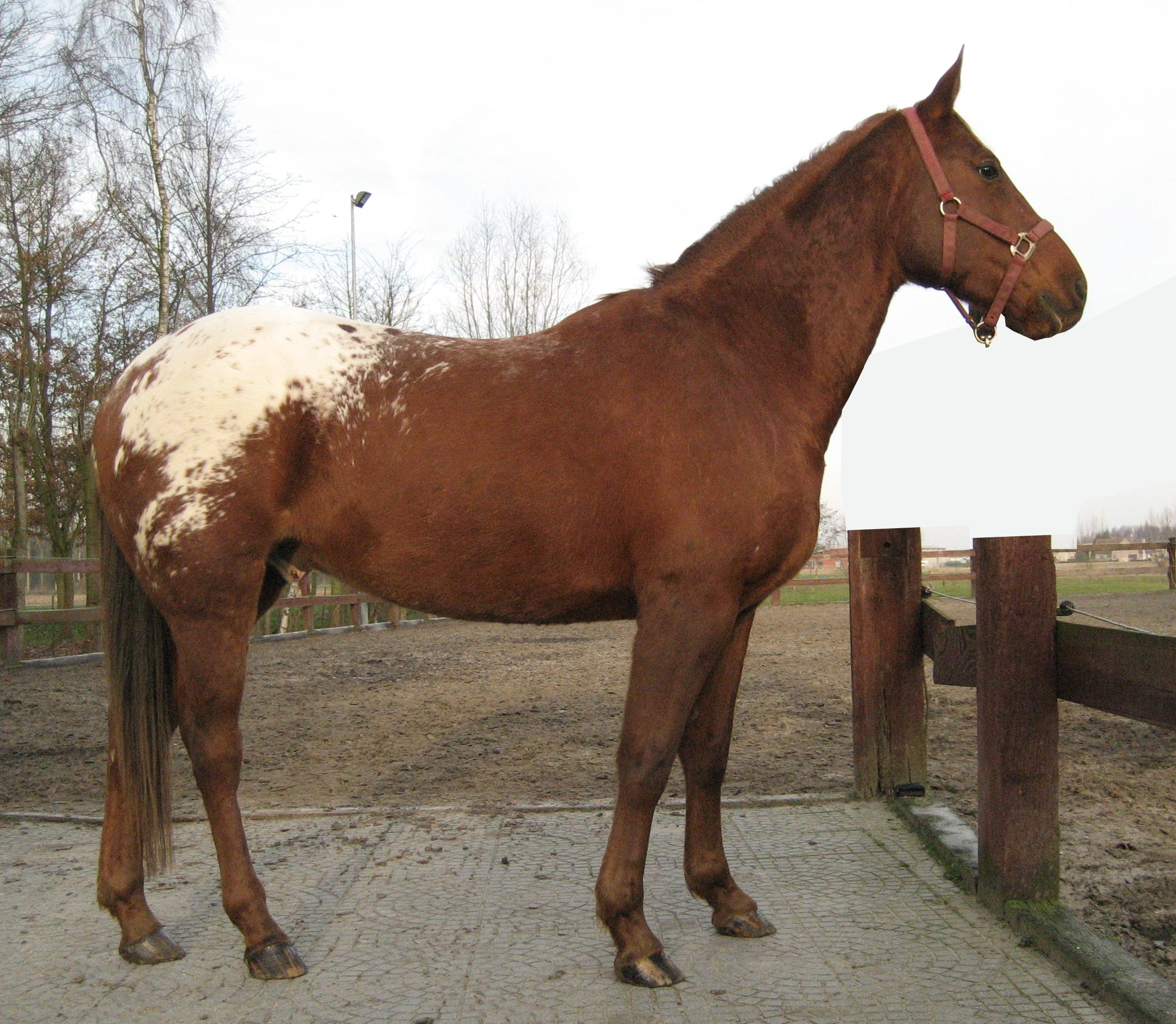
Vachttype: blanket
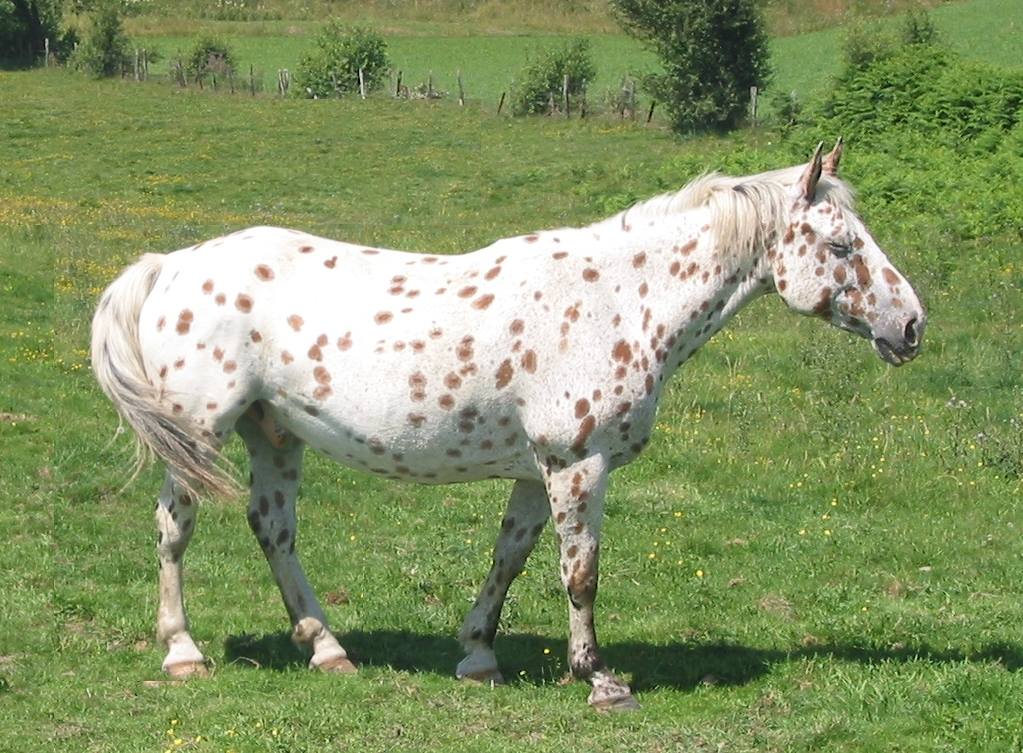
Vachttype: leopard
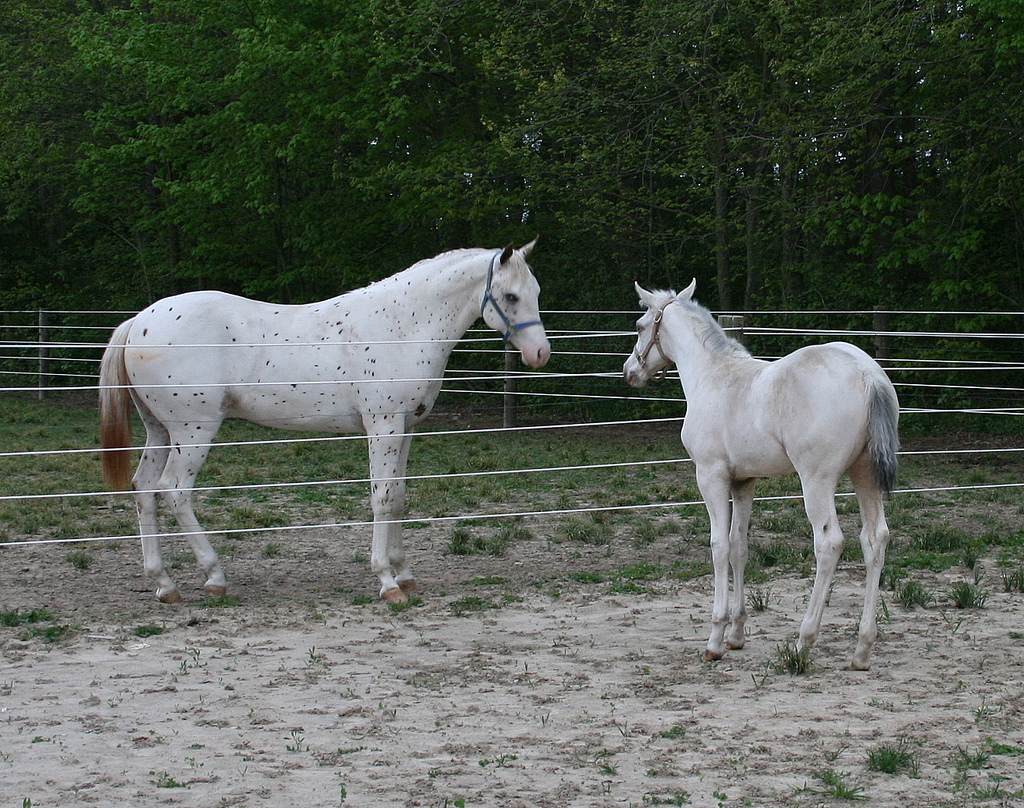
Vachttype: few spot
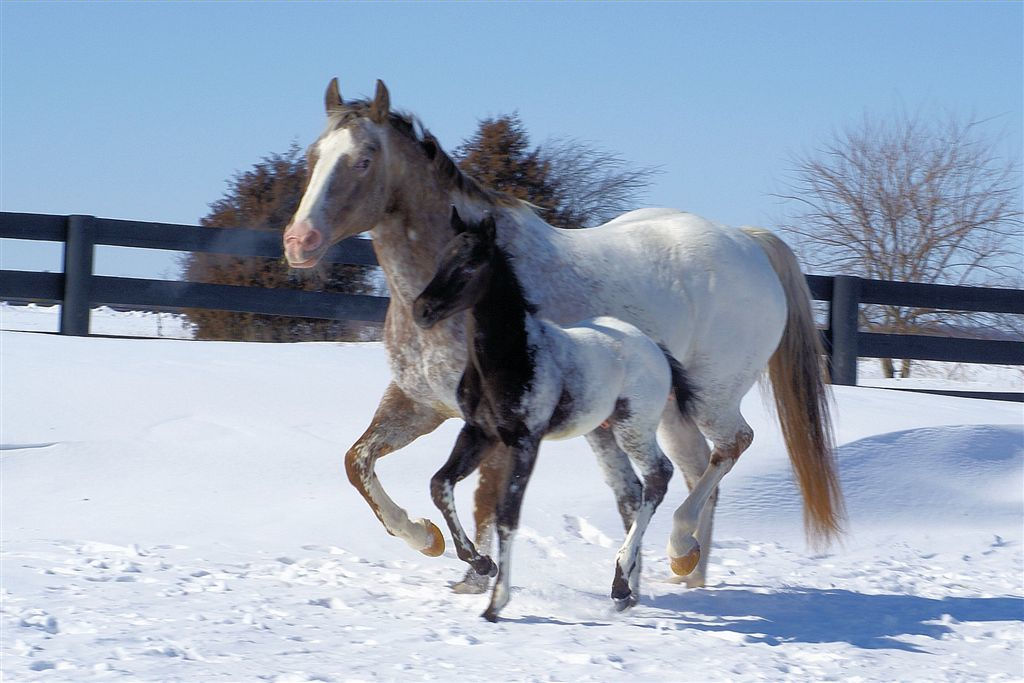
Merrie met veulen